# Emil Votoček

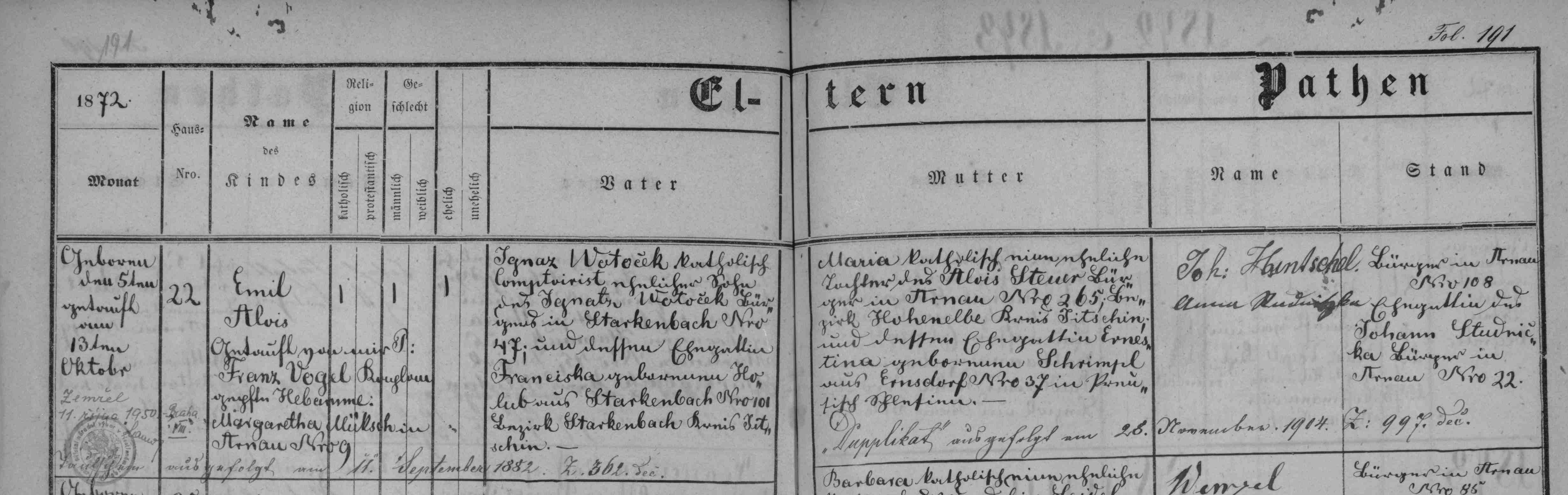
Emil Votoček: Záznam o narození a křtu (s pozn. o úmrtí)

Emil Votoček (5. října 1872 Hostinné – 11. října 1950 Praha) byl jeden z nejvýznamnějších českých chemiků. Jeho specializací byla organická chemie, konkrétně monosacharidy, ale byl i spoluautorem českého chemického názvosloví a byl významně pedagogicky činný. Kromě toho byl i hudebním skladatelem a hudebním teoretikem. Významné jsou jeho učebnice chemie a mnohojazyčné slovníky – chemické i hudební.

## Život
Narodil se v rodině velkoobchodníka s papírem. Přes přání otce nešel studovat obchodní akademii, ale studoval nejprve pražskou techniku, poté dva roky barvířskou školu ve francouzských Mylhúzách. V Mylhúzách vynalezl tzv. Votočkovo činidlo, které se využívá v analytické chemii k důkazu siřičitanů v roztoku. Odtud odešel na univerzitu v Göttingenu, kde u profesora Bernharda Tollense studoval chemii cukrů. Tomuto odvětví se pak věnoval téměř celý život.
V roce 1895 se stal asistentem na pražské technice, v roce 1905 docentem a od roku 1907 do roku 1939 (kdy nacisté uzavřeli české vysoké školy) byl profesorem experimentální anorganické a organické chemie. V letech 1921–1922 působil jako rektor ČVUT. V roce 1929 spolu s Jaroslavem Heyrovským založil mezinárodní časopis Collection of Czechoslovak Chemical Communications, ve kterém jsou publikovány vědecké práce českých a slovenských chemiků. Vychoval řadu vědeckých pracovníků, kteří si získali světové uznání. Mezi jeho žáky patřili například Rudolf Lukeš a Otto Wichterle.
S podporou Evropské unie vznikl při Fakultě chemické technologie VŠCHT Nadační fond Emila Votočka, zaměřený na podporu studentů magisterského a doktorského studia v oblastech garantovaných touto fakultou, na podporu dalších forem studijních a badatelských aktivit studentů, tuzemské a zahraniční praxe a případně k nákupu speciálních učebních nebo vědeckých pomůcek.

## Dílo
Světového uznání dosáhl svými pracemi v oblasti chemie cukrů. Objevil několik nových cukrů a stanovil názvosloví pro metylpentózy, které bylo přijato mezinárodně. V analytické chemii vypracoval novou metodu merkurimetrického stanovení halogenů. Zasloužil se i o rozvoj chemické přístrojové techniky.
Společně s Alexandrem Sommerem Baťkem se podílel na tvorbě českého chemického názvosloví. Toto názvosloví je považováno za nejdokonalejší a nejdůmyslnější chemické názvosloví v národním jazyce vůbec. Sepsal Šestijazyčný chemický slovník a učebnice Chemie anorganická a Chemie organická, které byly používány řadu desetiletí. Byl také poradcem autorů devítisvazkového Příručního slovníku jazyka českého (1935–1957), dosud (2019) největšího výkladového slovníku češtiny, pro oblast chemie.
Za jeho dílo mu byl udělen doktorát mnoha významných univerzit včetně pařížské Sorbonny. Byl jmenován Důstojníkem Čestné legie. Byl prvním zástupcem České společnosti chemické v Mezinárodní unii pro čistou a užitou chemii (IUPAC).
Mezi jeho osobní záliby patřila klasická hudba. Hrál na několik hudebních nástrojů a soukromě studoval skladbu u Františka Spilky. Sestavil obsáhlý Hudební slovník cizích výrazů a rčení (1946). Složil na 70 hudebních děl, převážně komorního charakteru (písní a skladeb pro klavír a malé soubory). Mezi významnější díla patří:
- Tema con variazzioni (klavír a soprán, 1939)
- Klavírní nálady (1940)
- Klavírní sonáta (1945)
- Malá suita pro klavír (1947)
- Dva smyčcové kvartety (1942 a 1947)
- Dvě klavírní tria (1937, 1939)
- Klavírní kvintet (1944)
- Kvintet pro klarinet, anglický roh, 2 violoncella a harfu (1939)
- Pohádka máje (nonet a harfa)
- Tre Balatine (viola a klavír)
- Serenáda pro lesní roh a smyčcové kvinteto (1943)
- Rapsodie pro orchestr (1945)

## Honorifika a eponyma
Je po něm pojmenována krátká vnitřní ulička v areálu Univerzity Karlovy na pražském Albertově (Votočkova), dále Votočkova medaile, udělovaná VŠCHT, Votočkovo činidlo a od roku 2014 také Votočkova posluchárna rovněž na VŠCHT. Votočkova vila v Senohrabech u Prahy z roku 1907 byla domem prof. Emila Votočka.